# Mercy Wacera
Mercy Ngugi Wacera (ur. 17 grudnia 1988) – kenijska lekkoatletka specjalizująca się w biegach długodystansowych.
W 2006 sięgnęła po brąz w biegu na 5000 metrów podczas juniorskich mistrzostw świata w Pekinie. Juniorska mistrzyni Afryki z Wagadugu (2007). W 2014 zdobyła złoto obraz srebro mistrzostw świata w półmaratonie.
Złota medalistka mistrzostw Kenii.

## Osiągnięcia
| Rok  | Impreza                           | Miejsce   | Konkurencja            | Lokata     | Wynik    |
| ---- | --------------------------------- | --------- | ---------------------- | ---------- | -------- |
| 2006 | Mistrzostwa świata juniorów       | Pekin     | bieg na 5000 metrów    | 3. miejsce | 15:36,82 |
| 2007 | Mistrzostwa Afryki juniorów       | Wagadugu  | bieg na 5000 metrów    | 1. miejsce | 15:50,55 |
| 2014 | Mistrzostwa świata w półmaratonie | Kopenhaga | półmaraton             | 2. miejsce | 1:07:44  |
| 2014 | Mistrzostwa świata w półmaratonie | Kopenhaga | półmaraton (drużynowo) | 1. miejsce |          |
| 2016 | Mistrzostwa świata w półmaratonie | Cardiff   | półmaraton             | 3. miejsce | 1:07:54  |
| 2016 | Mistrzostwa świata w półmaratonie | Cardiff   | półmaraton (drużynowo) | 1. miejsce |          |

## Rekordy życiowe
- bieg na 5000 metrów – 15:20,30 (2009)
- bieg na 10 kilometrów – 31:28 (2012)
- półmaraton – 1:06:29 (2016)